# Joe Sacco
Joe Sacco (* 2. října 1960 Kirkop, Malta) je novinář a tvůrce komiksů maltsko-amerického původu.
Jeho otec je inženýr a matka učitelka. Je autorem dokumentárních komiksů Bezpečná zóna Goražde a Palestina, které v roce 1996 obdržely cenu American Book Award. Dále komiksových povídek Vánoce s Karadžićem, Šoba, Šíbr: příběh ze Sarajeva a Gaza: Poznámky pod čarou dějin. Sacco ve svých komiksech kombinuje osobní zážitky z místa dění a autentické rozhovory s obecnějšími historickými poznámkami, čímž se snaží vysvětlit širší pozadí konfliktů.

### Jako autor
- 1993: Palestine: A Nation Occupied
- 1996: Palestine: In the Gaza Strip
- 1997: War Junkie
- 2000: Bezpečná zóna Goražde : válka ve východní Bosně 1992-95 (Safe Area Goražde: The War in Eastern Bosnia 1992–1995)
- 2001: Palestina (Palestine)
- 2003: Šíbr : příběh ze Sarajeva (The Fixer: A Story from Sarajevo)
- 2003: Notes from a Defeatist
- 2005: War's End: Profiles from Bosnia 1995–96
- 2006: But I Like It
- 2009: Gaza : poznámky pod čarou dějin (Footnotes in Gaza)
- 2012: Journalism
- 2013: The Great War: July 1, 1916: The First Day of the Battle of the Somme
- 2014: Bumf Vol. 1: I Buggered the Kaiser
- 2020: Zaplatit zemi (Paying the Land)
- 2024: War on Gaza

### Jako ilustrátor
- 2012: Days of Destruction, Days of Revolt s Chrisem Hedgesem